# Thunderball (bog)
Thunderball (Domino) er den niende James Bond-bog af Ian Fleming. Den blev udgivet første gang i 1961.
Det er i denne bog læserne for første gang stifter bekendtskab med terrororganisationen SPECTRE og dens djævelske leder Ernst Stavro Blofeld.
Bogen er filmatiseret to gange. Første gang i 1965 som Thunderball og anden gang i 1983 som Never Say Never Again.

## Plot
Bond lever usundt og bliver af M sendt til kurstedet Shrublands. Her har et par sammenstød med den formentlig kriminelle grev Lippe. Hvad Bond ikke ved er, at grev Lippe er tilknyttet terrororganisationen SPECTRE, som planlægger at kapre et fly med to atombomber og følgende kræve løsepenge for ikke at detonere dem. Da kapringen har fundet sted (og Bond er udskrevet), sættes Bond på sagen. Svage spor peger mod Bahamas og SPECTRE-manden Emilio Largo, som Bond og hans gamle ven Felix Leiter ser nærmere efter i sømmene.